# Torre Crean
La Torre Crean (en inglés: Crean Tower) también conocida como Torre de la Oración (en inglés: Prayer Tower), es el campanario de la Catedral de Cristo, ubicado en Garden Grove, California, Estados Unidos. Es hoy en día un conocido punto de referencia para la ciudad con sus 72 metros de altura (236 pies) y lo ha sido así desde su construcción; resguarda en su interior el célebre Carrillón Arvella DeHaan Schuller compuesto por 52 campanas. En su base se encuentras ubicada una capilla circular dedicada hoy en día a la Virgen María como madre de Jesús.

## Historia
Con la inauguración de la iglesia denominada en ese entonces como Catedral de Cristal en el año 1980 (con un costo de $18 millones ($66 562 197 en 2023 dólares)), el programa The Hour of Power bajo la predicación de Robert H. Schuller se internacionalizó y llegó a tal popularidad que en su momento de apogeo, las trasmisiones llegaron a alcanzar regularmente una audiencia mundial de 20 millones de espectadores.
En el año de 1990,el matrimonio conformado por John y Donna Crean, miembros de la congregación de Schuller financiaron $5.5 millones para la construcción de una torre campanario al costado nor, cuya dirección se le encargó al arquitecto Philip Johnson, él mismo que estuvo tras las obras de la catedral junto a John Burgee. El material elegido para el campanario fueron planchas de acero inoxidable a forma de una aguja de inspiración gótica, hacia 1991 se dio por completada con una altura que alcanzaba los 71 metros (236 pies).
En agradecimiento de la generosa donación y ayuda del matrimonio Crean, la torre fue bautizada con su apellido además de ser instalada una placa a su memoria en el piso frente a la base del campanario, tras la bancarrota de Crystal Cathedral Ministries en 2011, se vendió todo el campus a la diócesis de Orange el 17 de noviembre de 2011, trasladándose en 2013 la congregación ahora denominada Shepherd's Grove a la antigua Iglesia de san Calixto (hoy en día demolida), por lo que dejó de rendirse culto protestante en este recinto, siendo reemplazado por la liturgia católica.

## Características

### Carrillón Arvella DeHaan Schuller
El Carrillón Arvella DeHaan Schuller recibió su nombre en honor a la esposa del reverendo Robert H. Schuller que dedicó sus 35 años de servicio brindando hermosa música a la iglesia. La notable colección de cerca de 52 campanas mide entre 15 y 18 metros y fue forjada por la Royal Eijsbouts Bell Foundry en los Países Bajos. 
El conjunto completo del carillón pesa aproximadamente 19.900 kilos y fue colocado en su lugar el 25 de mayo de 1990 por dos grúas que trabajaban en tándem.
Hoy en día se sigue haciendo uso del carrillón, siendo tocadas las campanas antes de cada eucaristía y en los días de celebración, por ejemplo durante la misa de dedicación de la nueva catedral de Cristo como nueva sede de la diócesis el 17 de julio de 2019.

### Capilla de Oración Mary Hood
Es un pequeño recinto de planta circular ubicado en la base de la torre, fue construida gracias al apoyo de la señora Mary Hood, esposa del difunto Clifford E Hood expresidente de la United States Steel Corporation, por lo que al ser concluida la capilla fue dedicada a la advocación y la memoria de su principal mecenas.
La capilla cuenta con una estructura circular con 33 columnas cilíndricas de mármol macizo de varios colores, que representan los 33 años de vida de Jesús, y 12 columnas blancas que representan a los 12 apóstoles. Una placa de bronce en el suelo sella una cápsula de oración ubicada debajo del altar que contiene 33.000 oraciones sin abrir recibidas de todo el mundo, que representan a las generaciones futuras.
En su momento poseía en el centro de la capilla una cruz de cristal giratoria a la que se le podía rezar todos los días,después de la conversión del recinto a la iglesia católica en 2013, fue dedicada bajo el patronazgo de Santa María virgen, entronizando una pequeña imagen de Nuestra Señora de la Medalla Milagrosa. 
Sin embargo, durante 2020 la diócesis proclamó el Año de San José (en ingles: The Year of St Joseph), por lo que se instaló una imagen de San José en mármol en el interior, al concluir estas conmemoraciones, la capilla volvió a dedicarse al patrocinio de María Santísima, entronizando un bello busto en cristal de la virgen con el niño Jesús en sus brazos, resaltando su carácter profundamente maternal.